# Sự kiện vật thể tầm cao Hồ Huron 2023
Chính phủ Mỹ đã phát hiện ra một vật thể bay không xác định hình bát giác ở phía bắc Montana vào ngày 11 tháng 2 năm 2023. Nó biến mất cho đến khi được phát hiện vào ngày hôm sau tại Wisconsin, bay ở độ cao 20.000 feet trên Bán đảo Thượng Michigan. NORAD phụ trách theo dõi vật thể lạ này.
Vật thể này đã bị tên lửa AIM-9 Sidewinder do một chiếc F-16 thuộc Lực lượng Vệ binh Quốc gia Không quân Minnesota bắn hạ trên Hồ Huron theo lệnh của Tổng thống Hoa Kỳ Joe Biden vào ngày 12 tháng 2 năm 2023.
Ngày 16 tháng 2 năm 2023, Cảnh sát Kỵ binh Hoàng gia Canada thông báo rằng việc tìm kiếm vật thể này đã bị đình chỉ do thời tiết xấu đi và cơ hội thu hồi thấp.

## Bối cảnh
Vật thể này được phát hiện vào ngày 12 tháng 2, một tuần sau khi một khinh khí cầu do thám của Trung Quốc bị một chiếc F-22 của Không quân Mỹ bắn hạ ngoài khơi bờ biển Nam Carolina, sau khi khinh khí cầu được theo dõi trên lãnh thổ Hoa Kỳ.
Melissa Dalton, Trợ lý Bộ trưởng Quốc phòng phụ trách Phòng thủ Nội địa, cho biết sau sự kiện trước đó, nước Mỹ đã "kiểm tra chặt chẽ hơn không phận của chúng ta ở những độ cao này, bao gồm cả việc tăng cường radar của chúng ta, điều này ít nhất có thể giải thích phần nào sự gia tăng" các vật thể được phát hiện và bị bắn hạ. Tư lệnh NORAD, Tướng Glen VanHerck, nói rằng các điều chỉnh radar của Mỹ đã cho phép nước này phân loại và theo dõi tốt hơn những vật thể chuyển động chậm hơn. VanHerck cho biết vào năm 2021, có tới 98% dữ liệu radar không được phân tích thường xuyên, vì quân đội nhằm mục đích lọc nhiễu tín hiệu vô tuyến (chẳng hạn như đàn chim hoặc khí cầu thời tiết); sau vụ xâm nhập của khinh khí cầu gián điệp Trung Quốc, Mỹ đã tăng cường giám sát radar bằng cách sử dụng các điều chỉnh "nhằm giúp chúng tôi nhìn thấy các vật thể nhỏ hơn với độ chính xác cao hơn".
Vật thể này cũng được phát hiện cùng ngày với vụ bắn hạ một vật thể tầm cao ở Yukon, Canada, và một ngày sau khi một vật thể tầm cao khác bị bắn hạ ở phía bắc Alaska.

## Khả năng, xuất xứ và mô tả
Vật thể này không có người lái và được cho là có hình bát giác. Theo như báo cáo cho biết thì vật thể lạ có dây treo trên đó.
Người phát ngôn của Hội đồng An ninh Quốc gia nói rằng vật thể này không có người lái và không được kiểm soát; thiếu khả năng tự đẩy, nó dường như di chuyển theo chiều gió thịnh hành. Người phát ngôn của NSC cũng cho biết vật thể này không phát ra tín hiệu liên lạc.
Chuẩn tướng Pat Ryder, thư ký báo chí của Bộ Quốc phòng, nói rằng quân đội Mỹ "không đánh giá" vật thể này là "mối đe dọa quân sự do động lực đối với bất kỳ thứ gì trên mặt đất," nhưng đã "đánh giá nó là một mối nguy hiểm cho chuyến bay an toàn và là một mối đe dọa do khả năng giám sát tiềm ẩn của nó".
Ngày 14 tháng 2, sau khi vật thể bị bắn hạ, phát ngôn viên Nhà Trắng John Kirby nói rằng Cộng đồng Tình báo Hoa Kỳ "sẽ không bác bỏ khả năng đây có thể là những quả bóng thám không được gắn đơn giản với các thực thể thương mại hoặc nghiên cứu và vì vậy lành tính. Điều đó rất có thể nổi lên như một lời giải thích hàng đầu ở đây".

## Phát hiện và đường bay
Ngày 11 tháng 2 năm 2023, Bộ Tư lệnh Miền Bắc Hoa Kỳ (NORTHCOM) đã phát hiện một vật thể trên bầu trời Havre, Montana gần các địa điểm quân sự nhạy cảm. Cục Hàng không Liên bang đã cho đóng cửa không phận thành phố trong thời gian ngắn; không có vật thể đe dọa nào được phát hiện trên bầu trời Montana và ban đầu người ta cho rằng nó có thể là một điểm bất thường trên radar. Chính quyền Canada cho biết thêm rằng vật thể này lần đầu tiên được phát hiện ở phía trên Alberta.
Vật thể được phát hiện trên radar ở Montana vào ngày 11 tháng 2 và được nhìn thấy một lần nữa trên radar ở Wisconsin và Bán đảo Thượng Michigan vào ngày 12 tháng 2, di chuyển ở độ cao khoảng 20,000 foot (6,096 m)
Ryder nói rằng Bộ Tư lệnh Phòng thủ Hàng không Vũ trụ Bắc Mỹ (NORAD) đã "duy trì theo dõi bằng hình ảnh và radar" của vật thể kể từ sáng ngày 12 tháng 2 và "Dựa trên đường bay và dữ liệu của nó, chúng tôi có thể kết nối vật thể này một cách hợp lý với tín hiệu radar thu được từ Montana, tín hiệu này đã bay gần các địa điểm nhạy cảm của DOD".

## Bắn hạ
Ngày 12 tháng 2, Tổng thống Mỹ Joe Biden đã chỉ đạo rằng một vật thể trên Hồ Huron nghi là một quả bóng thám không phải bị bắn hạ "vì hết sức thận trọng và theo khuyến nghị của các nhà lãnh đạo quân sự". Nó bị bắn hạ vào ngày hôm đó bởi một tên lửa AIM-9 Sidewinder F-16 Viper thuộc Lực lượng Vệ binh Quốc gia Không quân Minnesota trên hồ Huron ở biên giới Canada–Hoa Kỳ lúc 2 giờ 42 phút chiều theo giờ CST. Một tên lửa Sidewinder được bắn trước đó đã bắn trượt mục tiêu và rơi xuống Hồ Huron.
Những chiếc F-16 được triển khai để bắn hạ vật thể lạ này đều là toán máy bay chiến đấu có trụ sở tại Duluth, Minnesota từ Phi đội tiêm kích số 148 thuộc Lực lượng Vệ binh Quốc gia Không quân Minnesota, cất cánh từ một sân bay ở Madison, Wisconsin.
Trước khi xảy ra vụ bắn hạ, không phận trên các khu vực của Quận Door, Wisconsin, phía bắc hồ Michigan và phía bắc Michigan đã bị đóng cửa trong một thời gian ngắn đối với máy bay dân sự với lệnh hạn chế chuyến bay tạm thời (TFR) cho các hoạt động an ninh quốc gia. Sau khi TFR đó được dỡ bỏ, FAA và các cơ quan quân sự đã áp đặt một hạn chế tương tự đối với hồ Huron ở phía đông. Một số không phận của Canada gần Tobermory, Ontario cũng bị đóng cửa. Bản thông cáo báo chí từ Lầu Năm Góc cho biết rằng "Vị trí được chọn để thực hiện vụ bắn hạ này giúp chúng tôi có cơ hội tránh tác động đến những người trên mặt đất đồng thời cải thiện cơ hội thu hồi các mảnh vỡ".

## Hoạt động thu hồi
Vật thể lạ rơi xuống hồ Huron cách bờ biển của Bán đảo Thượng Michigan khoảng 15 hải lý, có khả năng ở vùng nước sâu.
Theo viên chỉ huy NORAD VanHerck, vật thể này có khả năng rơi xuống vùng biển Canada. Việc tìm kiếm mảnh vỡ rất phức tạp do độ sâu của vùng nước ranh giới giữa hồ cũng như sóng cao 12 foot và gió giật lên tới 30 hải lý một giờ vào ngày sau khi vật thể bị rơi.
Ngày 16 tháng 2 năm 2023, Cảnh sát Kỵ binh Hoàng gia Canada thông báo rằng việc tìm kiếm vật thể đã bị đình chỉ do thời tiết xấu đi và cơ hội thu hồi thấp.

## Phản ứng
Thống đốc bang Michigan Gretchen Whitmer cho biết bà "vui mừng thông báo" rằng vật thể đã bị "rới xuống nhanh chóng, an toàn và đảm bảo" trên hồ. Thống đốc bang Minnesota Tim Walz cho biết ông tự hào về các phi công của Lực lượng Vệ binh Quốc gia Không quân Minnesota đã "thực hiện nhiệm vụ của họ một cách hoàn hảo, bảo vệ quê hương và đưa những chú chim về nhà an toàn".
Bộ trưởng Bộ Quốc phòng Canada Anita Anand cho biết: "Chúng tôi hoàn toàn ủng hộ hành động này và chúng tôi sẽ tiếp tục hợp tác với phía Mỹ và NORAD để bảo vệ Bắc Mỹ".